# Torymus thymi
Torymus thymi är en stekelart som beskrevs av Ruschka 1921. Torymus thymi ingår i släktet Torymus och familjen gallglanssteklar. Inga underarter finns listade i Catalogue of Life.